# 145 Adeona
145 Adeona è un grande asteroide della Fascia principale. 

## Storia
Adeona fu scoperto il 3 giugno 1875 da Christian Heinrich Friedrich Peters dall'osservatorio dell'Hamilton College di Clinton (New York, USA). Fu battezzato così in onore di Adeona, dea della mitologia romana protettrice dei bambini che smarriscono la via di casa.
Il 9 luglio 2002 è stata osservata l'unica occultazione stellare di Adeona.

## Descrizione
Adeona ha una superficie molto scura e una probabile composizione di carbonati primitivi. È il membro principale della famiglia di asteroidi Adeona.